# Умершие в августе 2009 года
Это список известных людей, соответствующих установленным критериям значимости (см. Википедия:Критерии значимости персоналий), умерших в августе 2009 года.
Причина смерти указывается лишь в исключительных случаях (убийство, самоубийство, гибель в результате военных действий, смертная казнь, ДТП или несчастные случаи). В остальных случаях — не указывается.

## Список
- 1 августа — Акино, Корасон (76) — первая в Азии женщина-президент (Филиппины, 1986—1992)[1].
- 2 августа — Кондря, Константин (88) — молдавский писатель-сатирик, драматург и поэт[2].
- 2 августа — Антониу Адриану Фария Лопиш душ Сантуш (92) — губернатор Макао (1962—1966), генерал-губернатор Кабо-Верде (1969—1974).
- 3 августа — Высоковский, Зиновий Моисеевич (76) — народный артист России; острая почечная недостаточность[3].
- 3 августа — Ситарян, Степан Арамаисович (76) — российский политический и государственный деятель, экономист, академик РАН (1991)[4].
- 3 августа — Кузьминский, Сергей Леонидович (46) — украинский рок-музыкант и диджей, лидер украинской рок-группы «Братья Гадюкины»; рак гортани[5].
- 3 августа — Истамгулов, Амир Мирасович (78) — российский тракторист, Герой Социалистического Труда[6].
- 3 августа — Литвинцев, Юрий Иванович (75) — советский государственный и партийный деятель, первый секретарь Тульского обкома КПСС (1985—1990), народный депутат СССР (1989—1991)[7].
- 4 августа — Сергей Енисеев (89) — советский государственный и партийный деятель, 1-й секретарь Усть-Ордынского (Бурятского) окружного комитета КПСС  (1961—1972).
- 4 августа — Галина Иванченко (44) — русский психолог и философ.
- 4 августа — Мсика, Джозеф (85) — вице-президент Зимбабве с 1999 года[8].
- 5 августа — Шатуновский, Илья Миронович (85) — русский писатель, журналист.
- 6 августа — Дональд Маршалл-младший (55) — сын вождя индейского племени, в результате судебной ошибки отсидевший в тюрьме 11 лет.
- 6 августа — Хьюз, Джон (59) — американский режиссёр, продюсер и сценарист; сердечный приступ[9].
- 6 августа — Дабчевич-Кучар, Савка (85) — хорватский политический деятель, председатель Исполнительного веча (1967—1969), первый секретарь Союза коммунистов Хорватии (1969—1971)[10].
- 6 августа — Цузмер, Ревекка Моисеевна (90) — советский и российский художник-керамист.
- 7 августа — Игорь Красавин[укр.] (38) — советский белорусский актёр, единственной ролью которого была роль принца Патрика из фильма-сказки режиссёра Леонида Нечаева, «Не покидай…»; последствия перенесённой операции[11].
- 7 августа — Иван Копичай (72) — генеральный директор товарищества «Дружба», Днепропетровская область, Герой Украины (2002).
- 8 августа — Владимир Беломестных (96) — лейтенант Советской Армии, Герой Советского Союза.
- 8 августа — Харке, Даниэль (26) — футболист, капитан «Эспаньол»; сердечный приступ[12].
- 8 августа — Таха Мохи эд-Дин Мааруф (80) — вице-президент Ирака (1975—2003).
- 8 августа — Кавун, Василий Михайлович (80) — хозяйственный и партийный деятель Украинской ССР, в 1978—1989 гг. первый секретарь Житомирского обкома КП Украины, Герой Социалистического Труда[13].
- 8 августа — Ивар Мавров (73) — доктор медицинских наук, профессор, директор Института дерматологии и венерологии АМН Украины
- 8 августа — Семёнкина, Екатерина Ефимовна (82) — народная артистка Российской Федерации[14].
- 8 августа — Даревский, Илья Сергеевич (84) — российский биолог, член-корреспондент РАН[15].
- 8 августа — Камдем Камдем, Эрик (26) — камерунский футболист, играл в чемпионатах России, Беларуси и Украины, автокатастрофа[16].
- 9 августа — Кагэяма Юити (30) — басист метал-группы Versailles, физическое истощение[17].
- 9 августа — Тьерри Жонке (55) — французский автор политических детективов.
- 10 августа — Бург, Иосиф Кунович (97) — еврейский писатель (на идише)[18].
- 10 августа — Анатолий Кисов (91) — контр-адмирал Военно-морского флота СССР, участник Великой Отечественной войны, Герой Советского Союза.
- 11 августа — Ахмедилов, Малик (Абдулмалик) (33) —  российский журналист, корреспондент аварской газеты "Согратль" («Истина», Дагестан); убийство.
- 11 августа — Марк Бердичевский (86) — советский и российский учёный-геофизик, доктор технических наук.
- 11 августа — Ермек Сериков (20) — боксёр, член сборной Казахстана по боксу, троекратный чемпион Азии по боксу, мастер спорта международного класса; убийство.
- 11 августа — Юрий Стецовский (82) — советский и российский адвокат, историк российской адвокатуры, доктор юридических наук, профессор, заслуженный юрист России.
- 11 августа — Юнис Кеннеди Шрайвер (88) — политическая активистка США, основатель и организатор первых Специальных Олимпийских игр; болезнь Аддисона[19].
- 12 августа — Амерханов, Руслан Султангиреевич (??) — министр строительства республики Ингушетия (2008-2009); убийство[20].
- 12 августа — Форд, Рут (98) — американская актриса театра и кино, а также модель и сценарист[21].
- 12 августа — Аберт, Дмитрий (38) — артист Цирка на Цветном Бульваре; прободная язва[22].
- 12 августа — Николай Кузнецов (86) — заслуженный пилот СССР, дважды Герой Социалистического Труда[23].
- 12 августа — Николай Кухаренко (94) — участник Великой Отечественной войны, Герой Советского Союза.
- 12 августа — Константин Михайлов (96) — советский учёный в области теории бетона и железобетона.
- 13 августа — Алексей Камерницкий (83) — химик.
- 13 августа — Лес Пол (94) — американский гитарист-виртуоз; осложнения после пневмонии[24].
- 14 августа — Ульян Рыбак (89) — участник Великой Отечественной войны, Герой Советского Союза.
- 15 августа — Венедикт Виноградов (84) — советский и российский лингвист.
- 15 августа — Наталья Хаткина (52) — русская писательница, поэтесса.
- 16 августа — Виноградов, Юрий Александрович (82) — советский партийный и государственный деятель[25].
- 16 августа — Ткаченко, Игорь Валентинович (45) — командир (ведущий) пилотажной группы «Русские витязи», заслуженный военный лётчик Российской Федерации, гвардии полковник; погиб в результате авиационной катастрофы[26].
- 16 августа — Федоренко, Светлана Васильевна (36) — российский лётчик, абсолютная чемпионка Европы по спортивному пилотажу, призёр мировых соревнований; авиакатастрофа[27].
- 17 августа — Новрузали Мамедов (67) — советский и азербайджанский филолог, деятель талышского национального движения.
- 17 августа — Тогузов, Каурбек Темболатович (89) — Герой Советского Союза[28].
- 17 августа — Сисин, Михаил Фёдорович (82) — советский учёный-химик.
- 17 августа — Черникин, Евгений Михайлович (81) — российский биолог, соболевед, фотограф-анималист.
- 18 августа — Фридман, Роза (98) — американский экономист[29].
- 18 августа — Ким Дэ Чжун (85) — 15-й президент Южной Кореи (1998—2003), Лауреат Нобелевской премии мира (2000)[30].
- 18 августа — Поникаровский, Валентин Николаевич (82) — адмирал в отставке, начальник Военно-морской академии (1981—1991 гг.)[31].
- 18 августа — Фернанда Пивано (92) — итальянская писательница.
- 19 августа — Дональд Хьюитт[англ.] (86) — один из пионеров новостной тележурналистики, создатель одной из самых известных американских телепрограмм «60 минут»; рак поджелудочной железы[32].
- 20 августа — Топаз, Дуду (62) — израильский шоумен; самоубийство[33].
- 20 августа — Фарада, Семён Львович (75) — советский и российский актёр театра и кино, Народный артист Российской Федерации; хроническая сердечно-сосудистая недостаточность, развившаяся в результате происшедших с ним инсультов[34].
- 20 августа — Геннадий Шитик (51) — советский и латвийский футболист.
- 21 августа — Картер, Джонни[англ.] (75) — американский певец[35].
- 23 августа — Валентина Сазонова (54) — дизайнер одежды, автор кукол, общественный и культурный деятель Украины.
- 23 августа — Ян Седивка (91) — один из ведущих скрипачей и педагогов Австралии.
- 24 августа — Муха, Рената Григорьевна (76) — израильская и советская детская поэтесса[36].
- 24 августа — Зайлер, Тони (73) — австрийский горнолыжник, трёхкратный олимпийский чемпион[37].
- 24 августа — Числов, Александр Михайлович (94) — Герой Советского Союза[38].
- 25 августа — Кеннеди, Эдвард Мур (77) — американский сенатор-демократ, младший брат президента США Джона Кеннеди и сенатора Роберта Кеннеди; рак мозга[39].
- 25 августа — Сидибе, Манде (69) — премьер-министр Мали (2000—2002)[40].
- 25 августа — Скоробогатов, Иван (7) — российский мальчик, родившийся в Троицке и убитый приемными родителями в Йорке, США
- 26 августа — Вахрушев, Пётр Фёдорович (89) — Герой Социалистического Труда.
- 26 августа — Гринвич, Элли (68) — американская певица; инфаркт[41].
- 26 августа — Аль-Хаким, Абдул Азиз (59) — шиитский лидер Ирака, председатель партии «Верховный иракский исламский совет» (с 2003 года); рак лёгких[42].
- 27 августа — Михалков, Сергей Владимирович (96) — советский и российский писатель, поэт, драматург, автор текста двух гимнов Советского Союза и гимна Российской Федерации; травма позвоночника и инсульт[43].
- 27 августа — Мнёв, Евгений Николаевич (85) — учёный в области динамики сплошных сред и двухсредных аппаратов.
- 27 августа — Лаут, Дейв[англ.] (52) — американский легкоатлет, бронзовый призёр Олимпийских игр-1984 в толкании ядра; убийство[44].
- 27 августа — Юлдашев, Тахир Абдулхалилович (40) — лидер Исламского движения Узбекистана[45].
- 28 августа —Александр Красников (59) — российский религиовед и философ религии.
- 28 августа — Чочишвили, Шота Самсонович (59) — первый советский олимпийский чемпион (1972) по дзюдо, чемпион Олимпийских игр 1972 года, заслуженный мастер спорта СССР; рак[46].
- 29 августа —  Гарднер, Фрэнк (78) — австралийский автогонщик.
- 29 августа — DJ AM (Адам Голдстейн)[англ.] (36) — американский диджей; передозировка наркотических веществ[47].
- 30 августа — Покровский, Алексей Николаевич (85) — народный артист России[48].
- 31 августа — Авраамов, Дмитрий Сергеевич (76) — российский журналист, главный редактор журнала «Журналист» в 1989—1999[49].
- 31 августа — Цви Инбар (74) — израильский адвокат, историк израильского военного права.
- 31 августа — Валерий Рудой (69) — российский учёный-востоковед.